# Смілянець Едуард Станіславович
Смілянець Едуард Станіславович — з 09.2018 суддя Сьомого апеляційного адміністративного суду.

## Майновий стан
26 травня 2022 року придбав новий легковик і зазначив вартість на дату набуття права власності – 2 084 940 гривень.
Його син, Артур Едуардович Смілянець, виграв Toyota Corolla — головний приз акції «Вакцинуйся. Збережи життя», в якій взяли участь 28 000 людей. Переможця обрали за допомогою сервісу random.org.